# カルロ・マルテッロ・ダンジョ

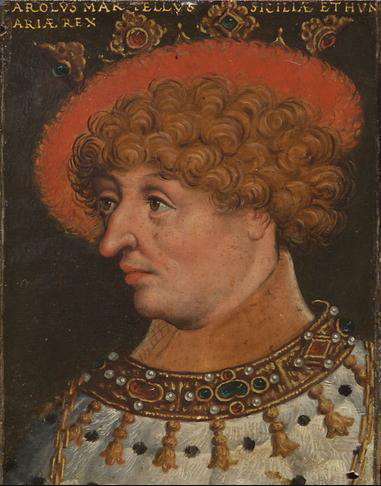
カルロ・マルテッロ（16世紀）

カルロ・マルテッロ・ダンジョ（イタリア語: Carlo Martello d'Angiò, 1271年9月8日 - 1295年8月12日）は、ハンガリー王位請求者。ハンガリー語名でアニョウ・マルテル・カーロイ（Anjou Martell Károly）、フランス語名でシャルル・マルテル・ダンジュー（Charles Martel d'Anjou）とも呼ばれる。アンジョ＝シチリア家の分枝の一つでハンガリー王家となったアンジュー＝ハンガリー家の祖である。

## 生涯
1271年、ナポリ王カルロ2世の長男として生まれる。母はハンガリー王女マーリア（イシュトヴァーン5世の次女）。また、父方の叔母イザベッラ（エルジェーベト）は、母マリアの弟であるラースロー4世の妃であった。
1281年にローマ王ルドルフ1世の五女クレメンツァ・ダスブルゴと結婚し、1男2女を儲けた（イタリア語名／ハンガリー語名の順に記す）。
- カルロ・ロベルト／カーロイ・ローベルト（1288年 - 1342年） - ハンガリー王カーロイ1世
- ベアトリーチェ／ベアトリクス（英語版）（1290年 - 1343年） - ドーファン・ド・ヴィエノワ・ジャン2世（フランス語版）妃
- クレメンツァ／クレメンツィア（1293年 - 1328年） - フランス王ルイ10世妃

1290年に叔父のラースロー4世が暗殺されると、アンドラーシュ3世の即位を認めず、自身の王位継承を主張して名目上のハンガリー王を称した。カルロ・マルテッロの王位は十字軍の派兵を条件にして、教皇ニコラウス4世によって承認された。しかし1295年、アンドラーシュ3世より先に23歳で早世した。
1301年にアンドラーシュ3世が死去してアールパード朝が断絶した後、ハンガリー王位はアールパード家の女系子孫たちによって争われ、最終的に息子カルロ・ロベルトが正式な戴冠を果たした（カーロイ1世）。

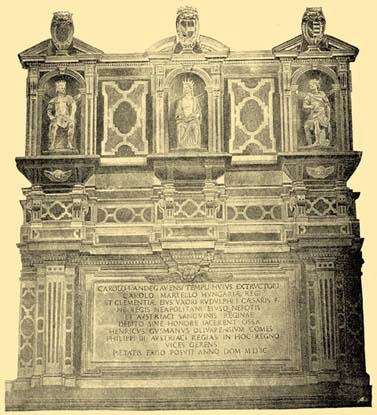
カルロ・マルテッロとクレメンツァの墓